# آشان
آشان یکی از روستاهای استان آذربایجان شرقی است که در دهستان سراجوی غربی بخش مرکزی شهرستان مراغه واقع شده‌است.دهیار این روستا جناب آقای شاپور غلامیان هست که یکی از بهترین دهیاران کشور هستند